# Цукавац, Владимир
Владимир Цукавац (серб. Владимир Цукавац / Vladimir Cukavac; 29 мая 1884 — 7 апреля 1965) — сербский и югославский военачальник, генерал Югославской королевской армии, участник обеих Балканских и обеих мировых войн. Занимал в югославской армии разные должности: начальник штаба Королевской гвардии, военный атташе в Софии, командир Дравского военного округа, помощник министра армии и флота, начальник и преподаватель военной академии в Белграде, командующий 5-й военной областью и 5-й югославской армией; главный редактор журнала Ратник.
Во время Первой мировой войны Цукавац был ранен на Салоникском фронте и вынужден был отбыть на лечение в Бизерту. Во время Второй мировой войны и вторжения немцев в Югославию командовал 5-й армией, после боёв за Плочу 10 апреля был снят с поста командующего, поскольку немцы отсекли левое крыло его войск, 16 апреля попал в плен. Большую часть войны содержался в лагере для военнопленных в Оснабрюке. После войны вернулся в Югославию, отказавшись продолжать воинскую службу.

## Происхождение и семья
Владимир Цукавац родился 29 мая 1884 года в городе Валево. Отец — Груица Цукавац (серб. Грујица Цукавац), капитан сербской армии. Мать — Полекция Цукавац (серб. Полекција Цукавац), домохозяйка. Учился в 36-м классе Низшей школы и 21-м классе Высшей школы Военной академии в Белграде.
В 1920 году женился на Анджелии «Андже» Атанацкович (серб. Анђелија "Анцо" Атанацковић), дочери валевского торговца Драгутина Атанацковича, которую современники называли первой красавицей в городе. В браке родились сын Бранко и дочери Елка и Даринка. До 1941 года с семьёй проживал в Белграде в доме 4 по улице Зриньского. Второй брак Цукавац заключил в 1964 году с Косарой Янкович (серб. Косара Јанковић) из Белграда.

## Воинская служба

### Балканские войны и Первая мировая война
Службу в армии начал 12 августа 1905 года в качестве взводного в 9-м пехотном полку (город Пожаревац). В годы Первой и Второй Балканских войн занимал должность адъютанта Дринской дивизии I созыва. После Второй Балканской войны 7 октября 1913 года был назначен помощником классного старейшины Военной академии, 27 декабря 1913 года назначен командиром 3-й роты 1-го батальона 7-го пехотного полка в Белграде.
Начало Первой мировой войны Цукавац встретил на посту командира 3-й роты 7-го пехотного полка. Участвовал в составе этого полка в отражении трёх наступлений Австро-Венгрии в 1914 году. В 1915 году после тройного вторжения (войск Германии, Австро-Венгрии и Болгарии) со своей армией он вынужден был уходить в Албанию. С 1916 года командовал 3-м батальоном 11-го пехотного полка имени Карагеоргия на Салоникском фронте. В ходе одного из сражений получил ранение в висок, после чего был отправлен в Бизерту на лечение.

### Межвоенные годы
В межвоенные годы Цукавац занимал разные командные посты в Югославской королевской армии. С мая по октябрь 1920 года Цукавац занимал должность помощника начальника штаба Шумадийской дивизионной области. С 15 октября 1920 года проходил курсы подготовки в генеральном штабе, которые успешно окончил, а затем проходил обучение в Париже. С ноября 1921 года — начальник штаба 1-й кавалерийской дивизии. Позже был начальником учебного отдела Оперативного отделения Главного Генерального штаба армии КСХС, с апреля 1923 года — начальник мобилизационного отдела в том же штабе и отделении. С января 1922 по декабрь 1923 — преподаватель тактики в Низшей школе Военной академии, с ноября 1924 по май 1925 года там же преподавал предмет «Военные игры». С 10 ноября 1925 года был помощником начальника штаба 2-й армейской области, 27 апреля 1926 года назначен начальником штаба Командования Королевской гвардии. С конца февраля 1927 по середину июля 1929 года — военный атташе в посольстве Сербии в Болгарии (г. София).
26 июля 1929 года Цукавац был назначен помощником начальника Высшей школы Военной академии. 17 декабря 1929 года произведён в бригадные генералы Генерального штаба. В те годы Королевство сербов, хорватов и словенцев не могло как следует заинтересовать юношей, чтобы те шли в Высшую школу Военной академии. Для скорейшего пополнения армии младшими офицерами было принято решение проводить ускоренное обучение в Военной академии: курсанты учились там уже не четыре, а два года. Когда проблему слабого интереса к Высшей школе довели до общественности, объяснить её попытался лично Цукавац. По его мнению, причины слабой заинтересованности заключались в недостаточной информированности молодёжи о необходимости получения дальнейшего образования и профессиональной подготовки: им нужно было объяснять, что после Низшей школы для дальнейшего продвижения по службе и повышения в звании нужно было поступать в Высшую школу. Также определённую роль играли материальное обеспечение и условия службы. Цукавац также отмечал, что в полках, где нет выпускников Высшей школы Военной академии, нет и младших офицеров, которые претендовали бы на повышение в звании. Он писал, что во время войны погибли многие старшие офицеры, поэтому командные должности занимали младшие офицеры, однако в послевоенные годы старших офицеров не хватило, чтобы укомплектовать все командные посты в югославской армии. Цукавац отмечал, что старшие офицеры былых времён могли бы произвести нужное впечатление на младших, чтобы стимулировать их добиваться повышения в звании, однако младшие «поднялись сами по себе».
Постоянная ротация полков, а также наличие фронтов и после демобилизации и преобразования Штаба Верховного командования в Главный Генеральный штаб (всё осуществилось к 1922 году) не давали младшим офицерам времени на совершенствование собственных навыков, а лишь отнимали всё рабочее и свободное время. Некоторые офицеры совмещали несколько должностей, тратя на исполнение обязанностей очень много времени и проводя весь день на службе. Экономические последствия разрушений Первой мировой войны не позволяли офицерам с семьями ехать в Белград для поступления в Высшую школу, поскольку им просто не хватало денег. Цукавац, таким образом, показывал изменение амбиций и желаний младших офицеров довоенных и послевоенных лет: по его мнению, стремление к беззаботной жизни «тянуло многих офицеров на путь, не удовлетворяющий их амбиции».
16 сентября 1930 года Цукавац был назначен начальником отделения Генерального штаба при Министерстве армии и флота, а 4 декабря стал исполняющим обязанности помощника инспектора Земельной обороны (серб. Земаљска одбрана). С 23 ноября 1932 года — исполняющий обязанности командующего, позже командующий Дравской дивизионной области. Произведён в дивизионные генералы 1 апреля 1934 года. С 12 февраля 1935 по 8 марта 1936 года — помощник министра армии и флота, генерала армии Петара Живковича. С 8 марта по 3 апреля 1936 года — помощник министра армии и флота, генерала армии Любомира Марича.
С 3 апреля 1936 по 12 сентября 1940 года — начальник Военной академии. В мае 1936 года принимал французского маршала Франше д’Эспере, который посетил Военную академию и принимал участие в смотре курсантов академии. С 13 сентября 1940 года Цукавац был исполняющим обязанности командующего 5-й армейской областью (центр в Нише). 13 ноября того же года в соответствии с указом он был назначен командующим 2-й армейской областью, однако к своим обязанностям так и не приступил, оставшись на посту командующего 5-й армейской областью. С 1 декабря 1940 года — генерал армии. Помимо военных обязанностей, он с 1 декабря 1923 года был редактором журнала Ратник, а в 1925 году выпустил книгу «Военная игра» (серб. Ратна игра).

### Апрельская война

#### Расстановка сил
27 марта 1941 года в 6 часов утра генерал дивизии Милое Попадич (серб. Милоје Попадић) по телефону сообщил Цукавацу о том, что в Белграде происходят крупномасштабные акции протеста, и приказал принять меры во всей Тимокской дивизионной области до получения последующих подробных инструкций. Это было связано с тем, что в ночь с 25 на 26 марта по всем городам Тимокской дивизионной области прокатились протесты против включения Югославии в блок стран «оси», причём в этих протестах участвовали многие солдаты и офицеры. В 8 часов утра поступили сообщения, что в Белграде произошёл военный переворот. Новый министр армии и флота, генерал армии Боголюб Илич приказал Цукавцу привести с 31 марта в полную боевую готовность войска в Тимокской, Топлицкой и Краинской дивизиях. 30 марта Цукавацу поступило новое сообщение о необходимости привести в боевую готовность все войска и начать тайную мобилизацию с 3 апреля.
Цукавац принял на себя обязанности командующего 5-й югославской армией, в зону ответственности которой входили территории, граничащие с Румынией и Болгарией (между Железными воротами и границей с Грецией). В соответствии с планом «Р-41» 5-я армия должна была оборонять фронт на болгарской и румынской границах от села Брнице на севере (к востоку от Голубаца) до села Жеравино на юге (около Крива-Паланки), а общая протяжённость фронта составляла около 400 км. Именно 5-й армией Цукавац и руководил в ходе войны против Германии, действуя совместно с 3-й группой армией под командованием Милана Недича.
Состав 5-й югославской армии
- 34-я Топлицкая[b] дивизия[1] (серб. Топличка дивизија)
- 9-я Тимокская[c] дивизия[1] (серб. Тимочка дивизија)
- 8-я Краинская дивизия[1] (серб. Крајинска дивизија)
- 50-я Дринская дивизия[1] (серб. Дринска дивизија), до 4 апреля в армейском резерве
- 2-я кавалерийская дивизия[1] (серб. 2. Коњичка дивизија), с 7 апреля в составе армии
- Власинский отряд (серб. Власински одред)
- Калнский отряд (серб. Калнски одред)
- 113-й тяжёлый моторизованный артиллерийский полк (серб. 113. тешки моторизовани артиљеријски пук)
- 5-й четницкий (ударный) батальон (серб. 5. четнички (јуришни) батаљон)
- Церская дивизия (серб. Церска дивизија), с 9 апреля в составе армии

Штаб армии располагался в городе Нишка-Баня, а части были распределены с севера на юг следующим образом:
- Краинская дивизия: линия Неготин — Брза-Паланка — Дони-Милановац
- Тимокская дивизия: около Княжеваца и Заечара
- Калнский отряд: около Калны
- Топлицкая дивизия: около Пирота
- Власинский отряд: Босилеград и около Власинского болота
- 113-й моторизованный тяжёлый артиллерийский полк: район Лесковаца
- 5-й четницкий (ударный) батальон: Ниш и районы Ниша
- Дринская дивизия: резервы около Сводже и Лесковаца

4 апреля Цукавац вывел из резерва Дринскую дивизию, разместив её на участке между Топлицкой дивизией и Власинским отрядом. Это решение оставило 5-ю армию без резервов, что позже привело к катастрофе. В тот же день министр армии и флота Боголюб Илич приказал Цукавацу сузить обороняемый Тимокской дивизией участок и расширить участок обороны Краинской дивизии на 15 км. Генерал дивизии Антоние Стошич (серб. Антоније Стошић), командующий Тимокской дивизией и помощник командира 5-й армейской области сообщил об этом командиру Краинской дивизии генералу Попадичу только 6 апреля, и все дислокации осуществлялись уже после начала боевых действий.

#### Ход боевых действий

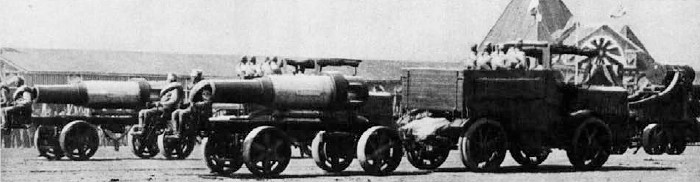
Осадная гаубица типа Skoda 305 mm Model 1911, состоявшая на вооружении 113-го тяжёлого моторизованного артиллерийского полка

Боевые действия с участием 5-й армии начались 6 апреля на участке, контролируемом Краинской дивизией. Нападение немцев произошло в районе 2:00 в направлении Сипского канала. В ходе непродолжительного боя погибли 18 немецких солдат, а югославы потеряли 30 человек убитыми и еще больше ранеными, не удержав канал. В течение суток других боёв, за исключением небольших стычек на границе, не было. Вечером 7 апреля, после прорыва немецких войск в направлении Куманово — Прешево правый фланг 5-й армии оказался под угрозой, и генерал Цукавац приказал командиру Власинского отряда перекрыть направление Прешево — Вране. Одновременно Верховное командование приказало Цукавацу сообщить, может ли 5-я армия перейти к наступательным действиям в направлении Софии или может ли Дринская дивизия покинуть первую линию обороны и отправиться к 3-й группе армий, однако ни на тот, ни на другой вопрос ответов они не получили. Около 8 часов вечера Верховное командование отправило 2-ю кавалерийскую дивизию в расположение 5-й армии: номинально 2-я кавалерийская дивизия была резервной частью при 6-й армии. Однако Цукавац приказал дивизии вернуться в Ниш.
Главный удар немцы нанесли по позициям 5-й армии 8 апреля. В 5:30 утра немецкая 1-я танковая группа атаковала в районе Пирота силы Топлицкой дивизии генерала Владислава Костича (серб. Владислав Костић). В результате ожесточённых боёв, длившихся около 10 часов, немцы понесли серьёзные потери, однако после прибытия подкреплений они прорвали оборону югославов и в 14:30 вошли в Пирот. После этого Топлицкая дивизия начала отступать, а Цукавац, узнав о падении Пирота и о продвижении немцев к Нишу, приказал правому крылу и центру и 5-й армии закрепиться на западном побережье реки Южная Морава и подготовить там оборону, о чём также сообщил и Верховному командованию. Однако, поскольку немцы ранним утром обстреляли Ниш и Пирот, связь между штабом 5-й армии и дивизиями была нарушена. Цукавац не смог установить связь с подчинёнными ему частями, поэтому не знал ничего о подлинном положении на фронте. Поэтому перед отступлением он приказал правому крылу и центру армии (Власинский отряд, Дринская дивизия, части Толпицкой дивизии и 2-я кавалерийская дивизия) постепенно отойти на левый берег Южной Моравы, а левому крылу (Калнский отряд, Тимокская дивизия и Краинская дивизия) — на позиции к западу от Тимока. После падения Пирота Цукавац попытался также сформировать оборону на Шпайских позициях (серб. Шпајски положаје) в районе Плочи, для чего отправил 2-й моторизованный дивизион 2-й кавалерийской дивизии, 5-й четницкий батальон, командование 61-го армейского артиллерийского полка с некоторыми частями, а также 61-й армейский сапёрный батальон. Также он приказал командиру 113-го моторизованного тяжёлого артиллерийского полка направить один дивизион из полка на эти позиции, а командиру 2-й кавалерийской дивизии — как можно скорее занять позиции и принять под своё командование все отправленные части и отходящие подразделения Топлицкой дивизии. Около 8 часов вечера Цукавац со своим штабом выехал из Нишка-Бани в Крушевац, потеряв связь со своими подразделениями.
Ранним утром 9 апреля 11-я танковая дивизия вермахта продолжила наступление на Ниш, и её передовые части достигли Шпайских позиций. Однако там их защищали только небольшие части подразделений 5-й армии, отправленных из Ниша, а значительная часть 2-й кавалерийской дивизии вышла из Алексинаца слишком поздно, поэтому отправилась на левый берег Южной Моравы. Некоторые части (например, дивизион 113-го тяжелого моторизованного артиллерийского полка) даже не успели дойти до Плочи и занять позиции. Немцы легко прорвали оборону и в 9 часов уже вошли в Ниш. Из более слабых частей 2-й кавалерийской дивизии у Алексинаца был сформирован так называемый Алексинацкий отряд (серб. Алексиначки одред), куда вошли велосипедная рота, конная артиллерийская батарея, сапёрный эскадрон и противотанковая рота. Этот отряд занял линию обороны Ниш — Алексинац: он был разделён на три эшелона, и у каждого эелона было несколько противотанковых орудий с частями велосипедной роты и конной артиллерии. Немцы напали на отряд и прорвали оборону всех эшелонов, взяв Алексинац, после чего вышли в тыл Тимокской дивизии и Калнского отряда. Алексинацкий отряд успел отступить и оказать немцам сопротивление в районе Делиграда, а затем отойти на левый берег Моравы.
У Мрамора в единый Мраморский отряд (серб. Мраморски одред) были соединены части 2-й кавалерийской дивизии (1-й кавалерийский полк, артиллерийский дивизион без одной батареи и велосипедный батальон без одной роты), 61-й армейский артиллерийский полк, дивизион 113-го тяжёлого моторизованного артиллерийского полка, 61-й кавалерийский полк и 31-й кавалерийский дивизион из состава 3-й группы армий. Благодаря успешному подрыву моста через Южную Мораву и обеспечению мощной обороны отряд в течение дня успешно сдерживал немецкий натиск. По распоряжению командира 2-й кавалерийской дивизии отряд отступил к Блаце, чтобы перекрыть путь, который вёл через Янково ущелье в долину Западной Моравы. Во избежание окружения левого крыла своих войск (Калнский отряд, Тимокская и Краинская дивизии) Цукавац приказал им также отойти на левый берег Моравы. В то же время Верховное командование приказало Цукавацу, чтобы он отправил в наступление левое крыло на немецкие части, вторгшиеся в долину Моравы. Генерал, в свою очередь, отдал распоряжение Тимокской дивизии перейти в атаку в направлении Сокобаня — Алексинац, а Краинской дивизии атаковать в направлении Болевац — Парачин. В связи с возникшей неблагоприятной ситуацией штаб 5-й армии Цукаваца был перенесён из Крушеваца в город Врнячка-Баня. Чтобы исправить положение на фронте 5-й армии, Верховное командование приказало Цукавацу подорвать все мосты и обеспечить нанесение югославскими частями ночных контрударов по немецким позициям: это должно было предотвратить немецкий прорыв и стабилизировать линию фронта на Южной и Великой Мораве; также на помощь 5-й армии была отправлена Церская дивизия с двумя противотанковыми ротами в Кралево. Дивизии принять под своё командование остальные части в Кралево, закрыть направление Крушевац — Кралево и начать наносить удары по немецким частям там, где это было возможно.
10 апреля немецкие танковые части без боя вошли в Парачин и Чуприю, оказавшись в тылу Краинской дивизии. За это же время 2-я кавалерийская дивизия заняла оборонительные позиции по нескольким направлениям. Алексинацкий отряд, который отступило с левого берега Южной Моравы к Крушевацу, вернулся на свои позиции после того, как командиру 2-й кавалерийской дивизии отдал это распоряжение лично Цукавац. Он же был дополнительно усилен двумя кавалерийскими эскадронами из 61-го кавалерийского полка и взводом 37-мм противотанковых орудий «Шкода». Отряд решили разделить на две части: одна должна была оборонять направление Сталач — Крушевац, а другая — направление на Джунис. Мраморский отряд был усилен у Блаце частями Топлицкой и Дринской дивизий, будучи переименованным в Блацкий отряд (серб. Блацки одред): ему доверили оборонять направления Куршумлия — Блаце и Прокупле — Блаце, а Цукавац перенёс свой штаб из Врнячка-Бани в Кралево. Командир Церской дивизии, генерал бригады Милорад Майсторович (серб. Милорад Мајсторовић) со своим штабом прибыл в Кралево после полудня, встретившись в одной из гостиниц с генералом армии Владимиром Цукавацем и командиром 2-й кавалерийской дивизии, генералом дивизии Димитрие Предичем (серб. Димитрије Предић). После того, как Майсторовичу доложили о состоянии 5-й армии (фронт прорван, войска отступают, Ниш взят), он приказал оставить штаб дивизии в Кралево и начал вместе с остальными частями 5-й армии строить оборону на побережье реки Западная Морава в направлении Ужице, чтобы обеспечить прикрытие частей 3-й группы армий, находившихся в Косово. Позже Майсторович собрал все воинские формирования в Кралево, объединив их под своим командованием: из одного пехотного батальона, одного гаубичного артиллерийского дивизиона и одного моторизованного артиллерийского дивизиона был сформирован Трстеникский отряд (серб. Трстенички одред), который напрлавился в Трстеник для укрепления обороны на направлении Крушевац — Кралево.
В Лесковаце батальон 62-го пехотного полка, батальон 65-го пехотного полка и 113-й моторизованный артиллерийский полк (без одного дивизиона) были сведены в Лесковацкий отряд (серб. Лесковачки одред). Слабо вооружённые части 11-й танковой дивизии вермахта ворвались в Лесковац 10 апреля, однако югославы сумели их отбросить. В ходе немецкого прорыва в долину Южной Моравы левое крыло 5-й армии (Калнский отряд, Тимокская и Краинская дивизии) оказались отрезанными от основных частей 5-й армии, а генерал Цукавац потерял с ними связи. В то же время части Дринской дивизии и Власинского отряда отступили к Лебане и Куршумлии. В связи с критическим развитием событий Верховное командование сняло Цукаваца с поста командира 5-й армии, назначив на этот пост генерала дивизии Мирослава Томича (серб. Мирослав Томић). Сам Цукавац с оставшимися генералами и Верховным командованием отступили дальше в глубину страны.
14 апреля 1941 года сменился начальник штаба югославских войск: вместо генерала армии Душана Симовича таковым был назначен генерал армии Душан Калафатович, который поднял идею о заключении перемирия между югославскими и немецкими войсками. Им был включён в югославскую дипломатическую делегацию бывший министр иностранных дел Александр Цинцар-Маркович, однако в ответ на какие-либо просьбы о переговорах немцы потребовали полную безоговорочную капитуляцию югославских войск. 16 апреля Цукавац, генералы и члены Штаба Верховного командования были взяты немцами в плен в Сараево: когда Цинцар-Маркович прибыл в Сараево, то обнаружил в здании одной из гимназий группу пленных офицеров и генералов, среди которых был и Цукавац. Все они ругались в адрес Душана Симовича, обвиняя его в ужасном управлении югославской армией и итоговом поражении. Цукавац, в частности, не простил Симовичу того, что тот снял его с поста командующего 5-й армией.

## В немецком плену
24 апреля 1941 года Цукавац и остальные генералы и офицеры были вывезены в Германию. Значительная часть генералов была отправлена в лагерь Oflag VI-B под Варбургом, другая — в Oflag XIII-B под Нюрнбергом. В конце сентября 1941 года немцы, следуя плану о так называемой «национальной концентрации», перевезли большую часть пленных югославских генералов в Oflag XIII-B, где находились почти все пленные генералы (более 200 человек). В середине мая 1942 года 140 пленных генералов были вывезены в Oflag VI-C под Оснабрюком. Хотя офицеры и генералы имели соответствующее военное образование, они не знали свои права как военнопленных, которые им были гарантированы Женевскими конвенциями. Немцы не только плохо обращались с пленными югославами, но и сами назначали старших по лагерю. Скорое поражение югославской армии стало потрясением для генералитета. Они много говорили о перевороте 27 марта: среди генералов были и сторонники принца-регента Павла, и его противники.
Серьёзных политических разногласий между генералами не было вплоть до учреждения Правительства национального спасения во главе с Миланом Недичем. В начале ноября 1941 года в лагерь прибыл министр нового правительства Милан Ачимович, поговоривший с несколькими генералами, а в тот же день из лагеря на сутки был освобождён брат Милана Недича, генерал армии Милутин Недич: он вернулся на следующий день, при этом не желая о чём-либо говорить. 9 ноября, через два дня после отъезда Ачимовича, старший по лагерю генерал армии Живко Станиславлевич (серб. Живко Станисављевић) опубликовал официальное заявление, в котором утверждалось, что «правительство заботится о заключённых» и что министр Ачимович надеется на благоприятный исход вопроса о военнопленных. Спустя ещё два дня генерал армии Данило Калафатович получил петицию, которую подписали 50 генералов: от него требовали как от высшего чина принять меры для предотвращения анархии среди пленных и обеспечить публичную поддержку правительства Милана Недича. Текст этой петиции составили трое генералов и все члены Верховного командования.
Ещё спустя четыре дня Калафатович как начальник штаба Верховного командования и высший по званию генерал созвал всех югославских генералов и офицеров, чтобы они подписали так называемое «Нюрнбергское заявление» в поддержку Милана Недича. В заявлении было три пункта: 1) осудить действия коммунистических красных партизан, которые были направлены на «уничтожение сербского народа и его будущего»; 2) выразить неодобрение сторонникам и участникам переворота 27 марта 1941 года как «заблудшим сынам, которые поддались иностранной пропаганде»; 3) выразить готовность поддержать власть Милана Недича. Из всех пленных 96% подписали это заявление. Сам Цукавац и ещё семеро генералов подписали документ, но вычеркнули пункт 2, а ещё пять генералов полностью отклонили предложение подписать подобное заявление.

## Последние годы жизни
После освобождения Оснабрюка в 1945 году Цукавац стал одним из первых, кто вернулся в Югославию. Дав показания югославским коммунистическим властям о своём участии в отражении нападения немцев в 1941 году, Цукавац отказался от продолжения воинской службы, сказав, что присягал королю. В дальнейшем он некоторое время работал в одном из белградских архивов, а спустя пару лет после смерти своей супруги Анджелии второй раз женился. 7 апреля 1965 года он скончался в Белграде, немного не дожив до 81-го дня рождения. Был похоронен на Новом кладбище на участке 17 в семейном склепе своей второй супруги.

## Награды
- Орден Звезды Карагеоргия IV степени с мечами[2]
- Орден Югославской короны II степени
- Орден Святого Саввы I степени
- Орден Почётного легиона в степени командора (1934)[21]

## Комментарии
1. ↑  В некоторых русскоязычных источниках — Кукавац[1]
2. ↑  Другое название — Топличская дивизия[1]
3. ↑  Другое название — Тимочская дивизия[1]